# Osmo Kontula

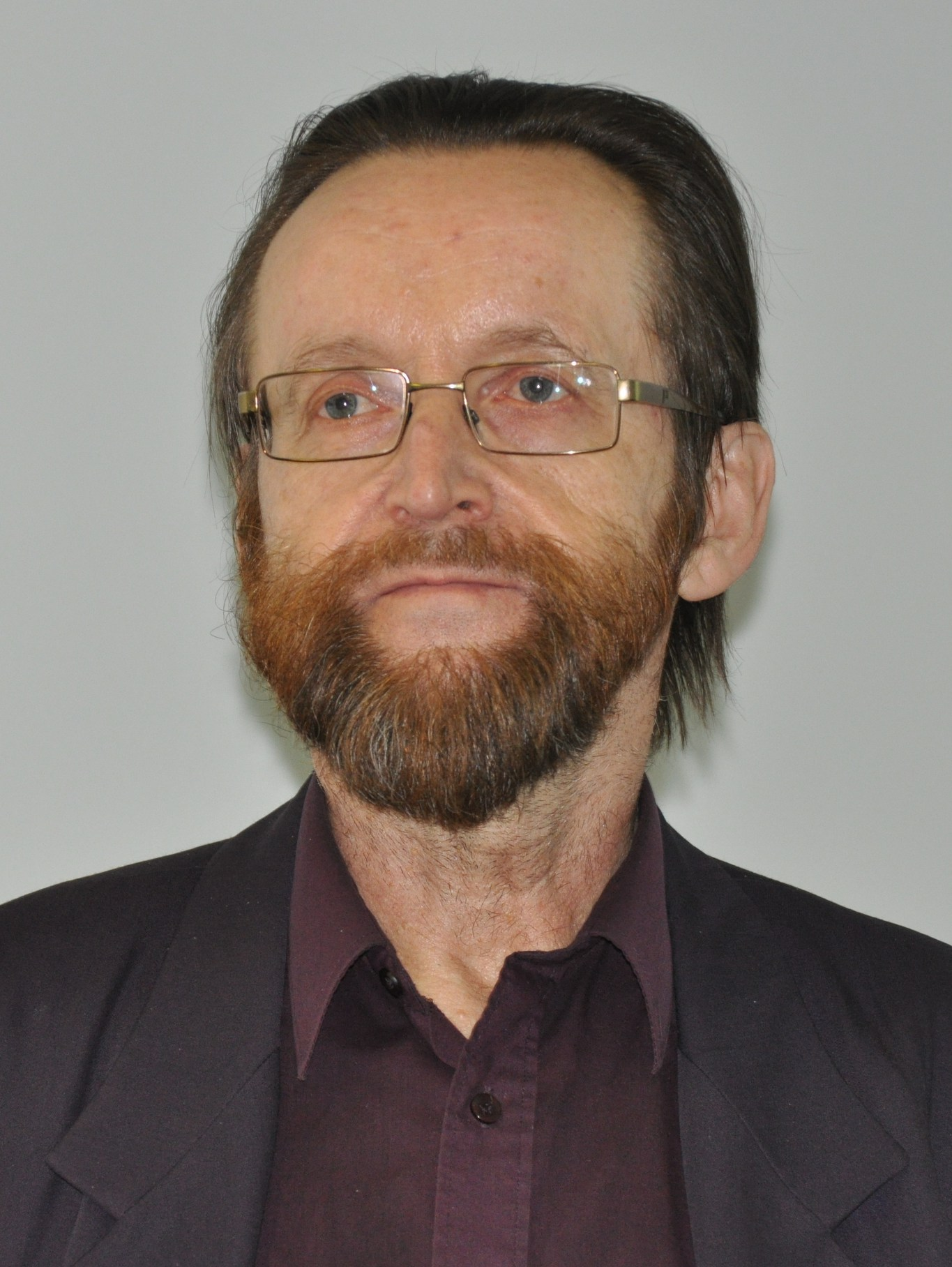
Osmo Kontula år 2012.

Osmo Johannes Kontula, född 27 juni 1951 i Luumäki, är en finländsk sociolog.

## Utbildning
Kontula blev politices doktor 1991. Han var 1991–1994 projektchef och 1996–1997 biträdande professor vid institutionen för folkhälsovetenskap vid Helsingfors universitet och blev 1993 docent i sociologi; specialforskare vid institutet för befolkningsforskning befolkningsförbundet Väestöliitto sedan 1998.

## Verk
Kontula har forskat i bland annat kulturella skillnader i sexualitet, ungdomars sexualitet, sexual- och familjepolitik, drogpolitik och kriminologi.